# Pfarrhaus (Niederrieden)

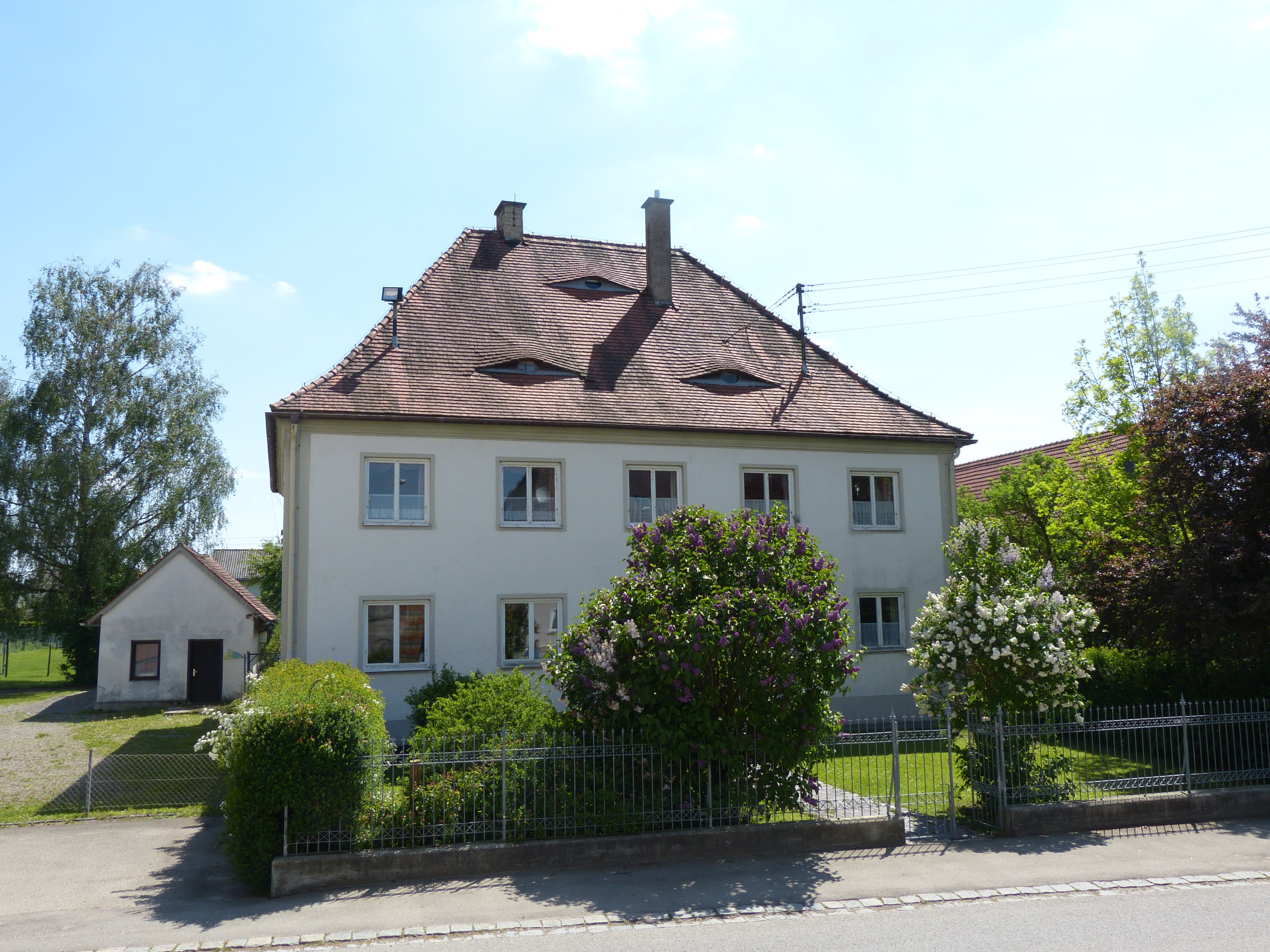
Pfarrhaus in Niederrieden

Das Pfarrhaus in Niederrieden im Landkreis Unterallgäu im bayerischen Regierungsbezirk Schwaben ist ein 1769 errichtetes denkmalgeschütztes Gebäude. Es ist zweigeschossig und gegenüber der Kirche St. Georg gelegen. Im hohen Walmdach sind geschwungene Schleppgaupen vorhanden. Ein schmiedeeisernes Gitter mit gerollten Stäben und Blattwerk über dem Eingang ist mit 1769 bezeichnet.